# Adahuesca
Adahuesca là một đô thị trong tỉnh Huesca, Aragon, Tây Ban Nha. Theo điều tra dân số 2004 (INE), đô thị này có dân số là 163 người.
42°08′45″B 0°00′30″T / 42,1458°B 0,0082°T